# Fargues (Żyronda)
Fargues – miejscowość i gmina we Francji, w regionie Nowa Akwitania, w departamencie Żyronda.
Według danych na rok 1990 gminę zamieszkiwało 1185 osób, a gęstość zaludnienia wynosiła 77 osób/km² (wśród 2290 gmin Akwitanii Fargues plasuje się na 367. miejscu pod względem liczby ludności, natomiast pod względem powierzchni na miejscu 739.).